# Spike Video Game Awards
Spike Video Game Awards (w skrócie jako VGA, w ostatnim roku działalności jako VGX) – coroczna gala wręczenia nagród dla najlepszych gier komputerowych i przedstawicieli branży, prowadzona w latach 2003–2013 przez amerykańską telewizję Spike TV. Ceremonie uświetniane były występami na żywo znanych muzyków oraz osobistości, jak również prezentacją zwiastunów zapowiedzianych gier. Producentem imprezy był dziennikarz Geoff Keighley. Gale odbywały się w różnych miejscach Las Vegas i Los Angeles. Pierwsza ceremonia odbyła się 2 grudnia 2003 roku, a wyemitowano ją dzień później, z kolei ostatnia 7 grudnia 2013. 10 listopada 2014 roku Spike TV ogłosiła, że kończy organizowanie imprezy, wskutek czego Keighley rozpoczął organizację i wręczanie własnych nagród, The Game Awards.